# Gerhard Müller (Landrat)
Gerhard Müller (* 9. Juli 1920 in Vetschau, Niederlausitz; † 10. Oktober 2020) war ein deutscher Politiker.

## Leben
Gerhard Müller besuchte von 1927 bis 1931 die Volksschule und von 1931 bis 1934 die Oberrealschule in Vetschau, danach bis 1939 die Oberrealschule in Cottbus und die Oberschule in Guben. Nach dem Abitur kam er zum Reichsarbeitsdienst, von 1940 bis 1945 leistete er Kriegsdienst bei der Luftwaffe. Von 1945 bis 1948 studierte er Rechtswissenschaften an der Eberhard Karls Universität Tübingen. Zwischen der ersten Staatsprüfung 1948 und der zweiten Staatsprüfung 1952 arbeitete er als Referendar in Reutlingen und Tübingen. Danach war er als Regierungsassessor bei verschiedenen Landratsämtern tätig und wechselte 1953 zum Innenministerium. Er wurde 1954 Regierungsrat, 1956 Oberregierungsrat und 1963 Regierungsdirektor.
Im Jahre 1964 wurde Müller zum Landrat des Landkreises Reutlingen gewählt. Dieses Amt hatte er bis zu seiner Pensionierung im Jahr 1985 inne. In seine Amtszeit fiel die Kreisreform, bei der aus den Alt-Kreisen Münsingen und Reutlingen der neue Landkreis Reutlingen gebildet wurde. Von 1976 bis 1985 war er Verwaltungsratsvorsitzender des kommunalen Versorgungsverbandes Baden-Württemberg sowie von 1973 bis 1983 Vorsitzender des Kreisverbandes Reutlingen des Deutschen Roten Kreuzes. Er war Mitherausgeber eines Praxiskommentars zum Beamtenrecht in Baden-Württemberg.
Gerhard Müller starb im Alter von 100 Jahren am 10. Oktober 2020.

## Ehrungen
- 1979: Bundesverdienstkreuz am Bande
- 1985: Bundesverdienstkreuz 1. Klasse
- 1988: Verdienstorden des Landes Baden-Württemberg